# Oued Nekor
Pour les articles homonymes, voir Nekor.
 (octobre 2018).
Si vous disposez d'ouvrages ou d'articles de référence ou si vous connaissez des sites web de qualité traitant du thème abordé ici, merci de compléter l'article en donnant les références utiles à sa vérifiabilité et en les liant à la section « Notes et références ».
L'oued Nekor est un fleuve côtier du nord-est du Maroc.

## Géographie
L'oued Nekor sépare le Rif oriental, dont il forme l'extrémité ouest, et le Rif central.
Il prend sa source entre Ajdir et Tala Tazegwaght (territoire des Igzenayen) et se jette dans l'est de la baie d'Al Hoceima, à la plage de Souani.

## Administration
Administrativement, l'oued Nekor forme la frontière entre la région de l'Oriental et celle de Tanger-Tetouan-Al Hoceima.
Il représente la limite des tribus Aït Temsamane et Aït Waryagher.

## Historique
L'oued Nekor a donné son nom à l'émirat de Nekor.